# Biesy (film 1988)
Biesy (fr. Les possédés) – francuski dramat psychologiczny z 1988 roku w reżyserii Andrzeja Wajdy, oparty na powieści pod tym samym tytułem autorstwa Fiodora Dostojewskiego.
Zdjęcia do filmu kręcono w następujących lokacjach: Warszawa (m.in. teren Uniwersytetu Warszawskiego), stacja kolejowa Białowieża Towarowa, osada leśna Grudki, Piotrków Trybunalski (cerkiew, ulice: Pijarska, Konarskiego, Grodzka, Farna, Pereca, Wojska Polskiego), wieś Wola Grzymalina (nieistniejąca, obecnie teren kopalni Bełchatów).

## Obsada
- Isabelle Huppert – Maria Szatowa
- Jutta Lampe – Maria Lebjadkina
- Philippine Leroy-Beaulieu – Liza
- Bernard Blier – gubernator
- Jean-Philippe Ecoffey – Piotr Wierchowieński
- Laurent Malet – Kiriłłow
- Jerzy Radziwiłowicz – Szatow
- Omar Sharif – Stiepan Wierchowieński
- Lambert Wilson – Nikołaj Stawrogin
- Philippe Chambon – Czigalew
- Jean-Quentin Châtelain – Wirgiński
- Rémi Martin – Erkel
- Serge Spira – Fiedka
- Wladimir Yordanoff – Lebjadkin
- Zbigniew Zamachowski – Liamszyn
- Piotr Machalica – Maurycy
- Bożena Dykiel – Wirgińska
- Krzysztof Kumor – adiutant
- Witold Skaruch – sekretarz gubernatora
- Tadeusz Łomnicki – kapitan
- Wojciech Zagórski – mnich
- Jerzy Klesyk – seminarzysta
- Tadeusz Włudarski – woźnica
- Bogusz Bilewski – komendant policji
- Ryszard Bromowicz(inne języki) – służący
- Jarosław Kopaczewski – robotnik
- Czesław Mroczek – robotnik
- Eugeniusz Kamiński – robotnik
- Paweł Szczesny – spiskowiec
- Jacek Bursztynowicz – spiskowiec
- Alina Świdowska – siostra Wirgińskiego
- Beata Niedzielska – studentka
- Helena Kowalczyk – służąca